# Aphasganophora
Aphasganophora is een geslacht van vliesvleugeligen uit de familie bronswespen (Chalcididae). De wetenschappelijke naam van dit geslacht is voor het eerst geldig gepubliceerd in 1952 door Nikol'skaya.

## Soorten
Het geslacht Aphasganophora omvat de volgende soorten:
- Aphasganophora armeniaca (Boucek, 1952)
- Aphasganophora bidens (Förster, 1855)
- Aphasganophora punica (Masi, 1942)